# Polistena
Polistena est une commune de la province de Reggio de Calabre, dans la région Calabre, en Italie.

## Étymologie
Le  nom dérive du mot grec polustenos, qui veut dire  « très étroit ». Polistena est située entre deux cours d'eau : Vacale et Jerapotamo.

## Personnalités

### Personnalités nées à Polistena
- Francesco Jerace (1853-1937), sculpteur ;
- Mimmo Calopresti (1955), acteur, réalisateur, producteur et scénariste.

## Administration
| Période                                  | Période  | Identité        | Étiquette    | Qualité |
| ---------------------------------------- | -------- | --------------- | ------------ | ------- |
| 29 mars 2010                             | En cours | Michele Tripodi | Lista Civica |         |
| Les données manquantes sont à compléter. |          |                 |              |         |

### Hameaux
Primogenito.

### Communes limitrophes
Anoia, Cinquefrondi, Cittanova, Melicucco, San Giorgio Morgeto.

### Évolution démographique
Habitants recensés

## Jumelage
- Anzola dell'Emilia (Italie) ;
- Moyeuvre-Grande (France).